# 2197 Shanghai
A 2197 Shanghai (ideiglenes jelöléssel 1965 YN) a Naprendszer kisbolygóövében található aszteroida. Bíbor-hegyi Obszervatórium fedezte fel 1965. december 30-án.